# Vitória FC (Riboque)
Vitória FC is een voetbalclub in Sao Tomé en Principe uit Riboque, een wijk in Sao Tomé-stad in het district Água Grande. De club speelt in de eilandcompetitie van Sao Tomé, waarvan de kampioen deelneemt aan het voetbalkampioenschap van Sao Tomé en Principe, de eindronde om de landstitel.
De club is een van de meer succesvolle clubs uit de historie van het Santomese voetbal, zo werd de club vijf keer landskampioen, zeven keer eilandkampioen en acht keer bekerwinnaar (een record). Het eilandkampioenschap van 2009 werd pas in de laatste speelronde binnengesleept na een overwinning op UDRA en een verrassende nederlaag van 6 de Setembro tegen rode lantaarn Andorinha. Ook 2011 was een succesvol jaar voor Vitória, de eilandcompetitie werd gewonnen en ook de nationale beker werd veroverd door met 4-1 van GD Sundy te winnen. Op 21 december 2011 was Vitória ook de grote favoriet in de finale om de landstitel. Er werd met 1-2 verloren Sporting do Príncipe.
De club heeft ook een vrouwenteam, dat uitkomt in het vrouwenvoetbalkampioenschap van Sao Tomé en Principe. Ook voor de vrouwen geldt dat Vitória FC de meest succesvolle club uit de historie is, ze werden meerdere malen kampioen.

## Erelijst
Landskampioen1977, 1978, 1979, 1986, 1989
Eilandkampioen1977, 1978, 1979, 1986, 1989, 2009, 2011
Bekerwinnaar1984, 1985, 1986, 1989, 1990, 1999, 2007, 2011
Eerste niveau: FC Aliança Nacional · Bairros Unidos FC · UD Correia · Folha Fede · Juba Diogo Simão · FC Neves · Praia Cruz · UDRA · Vitória FC · Santana FC
Tweede niveau: Agrosport · Amador · Guadalupe · Inter Bom-Bom · Desportivo Marítimo · Kê Morabeza · Oque d'El Rei · Porto Alegre · Ribeira Peixe · Trindade FC
Derde niveau: Andorinha Sport Club · Boavista · Desportivo Conde · Cruz Vermelha · Diogo Vaz · Otótó · Santa Margarida · Sporting São Tomé · UDESCAI · Varzim FC
Voormalige clubs: 6 de Setembro · Bela Vista · Os Dinâmicos ·  Palmar